# Лођа (Пећ)
Лођа (алб. Loxhë) је насељено место у општини Пећ, на Косову и Метохији. Према попису становништва из 2011. у насељу је живело 708 становника.

## Становништво
Према попису из 2011. године, Лођа има следећи етнички састав становништва:
| Националност | 2011.        |
| Албанци      | 695 (98,16%) |
| Бошњаци      | 7 (0,99%)    |
| Египћани     | 5 (0,70%)    |
| други        | 1 (0,15%)    |
| Укупно       | 708          |

| Демографија | Демографија | Демографија |
| Година      | Становника  | Становника  |
| ----------- | ----------- | ----------- |
| 1948.       | 373         |             |
| 1953.       | 412         |             |
| 1961.       | 491         |             |
| 1971.       | 644         |             |
| 1981.       | 782         |             |
| 1991.       | 887         |             |
| 2011.       | 708         |             |